# Сент-Сейвьер

Сент-Сейвьер на карте о. Джерси

Сент-Сейвьер (фр. Saint-Sauveur, джерс.: Saint Saûveux) — один из двенадцати приходов острова Джерси (Нормандские острова). Он находится в юго-восточной части острова.
Сент-Сейвьер граничит с пятью другими приходами и имеет самую малую береговую линию.
Сент-Сейвьер считается промышленным приходом Джерси.

## Демография
| Год                | 1991   | 1996   | 2001   | 2008   | 2011   |
| ------------------ | ------ | ------ | ------ | ------ | ------ |
| Количество жителей | 12 747 | 12 680 | 12 491 | 11 996 | 13 580 |